# تیراندازی ۲۰۲۱ بولدر

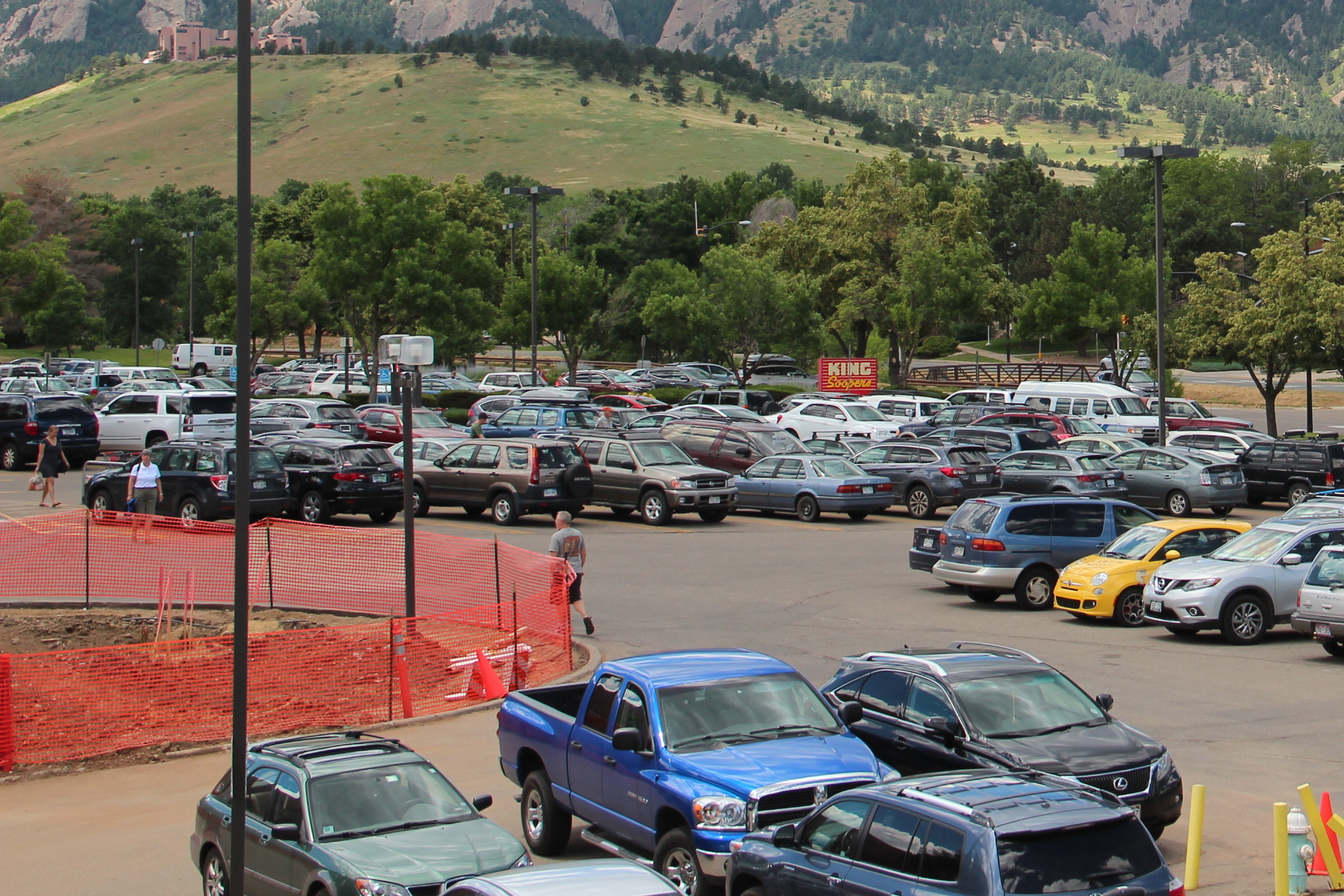
نمایی از منطقه‌ای که تیراندازی رخ داد

یک تیراندازی در ۲۲ مارس ۲۰۲۱ در بولدر، کلرادو روی داد که منجر به کشته شدن ۱۰ تن شد. یکی از کشته‌شدگان عضو نیروی پلیس بود.